# Trance (Band)
Trance (Eigenschreibweise: TRANCE) gilt als Mitbegründer des deutschen Heavy Metal der 1980er Jahre und ist nach zwischenzeitlichen Auflösungen und einer Phase der Umbenennung in Trancemission seit 2011 als TRANCE wieder aktiv.

## Geschichte

### Gründung
1974 fand sich das Duo aus Sänger Lothar Antoni und Gitarrist Markus Berger mit Schlagzeuger Stefan Gerdon und Bassist Hansi Jantzer sowie Keyboarder Clemens Schlindwein als Schülerband unter dem Namen TRIBUT zusammen, um eigene Musik zu machen. Im Jahr 1978 gründeten Markus Berger, Lothar Antoni, Hans-Peter Jantzer und Stefan Gerdon die Band AGE, die sie im Folgejahr in TRANCE umbenannten. 1980 nahm die Band an einem Rockwettbewerb teil, erreichte den zweiten Platz beim Festival des Förderpreises von Ludwigshafen am Rhein und wurde Sieger des SWF3 Musikfestivals in Rülzheim. Zum Jahreswechsel 1980/1981 trennten sich Jantzer und Gerdon von der Band, woraufhin Bassist Thomas Klein und Schlagzeuger Jürgen Baum engagiert wurden. Als zweiter Gitarrist war 1981 Michael Kessler kurzzeitig einige Monate in der Band. Im August 1981 produzierte die Band im Bad Cannstatter Tonstudio Zuckerfabrik ihre erste Single A Hard Way to Go / Haze in the Twilight in eigener Regie. Betrieben wurde dieser Aufwand, weil üblicherweise Demo-Kassetten bei der Labelsuche eingesetzt wurden, man sich aber von Konkurrenten abheben wollte.
Im Jahr 1981 unterschrieben Trance ihren ersten Plattenvertrag beim Label Rockport Records. Im Dezember des gleichen Jahres wurde das erste Album Break Out aufgenommen, welches sich kurz darauf als eine „Overnight Sensation“ herausstellte, denn der fast achtminütige Song „Loser“ darauf wurde ein Hit und verhalf der Band zum internationalen Durchbruch. Anfang 1982 folgte eine Tournee durch Benelux und Deutschland, die 14 Auftritte umfasste.

### Plattenvertrag und Zwischenspiel als Trancemission
Die ersten beiden Alben Break Out (1982) und Power Infusion (1983) wurden von dem Label Rockport Records veröffentlicht, wobei sich von diesen beiden Tonträgern insgesamt 150.000 Einheiten verkauften. Daraufhin gab Trance Konzerte in ganz Deutschland sowie in den Niederlanden und Belgien, etwa 150 pro Jahr, und spielte dabei mit Gruppen wie Accept und Warlock. Zudem spielte sie in den Niederlanden auf dem Aardschok-Festival zusammen mit Vandenberg, Mercyful Fate und Raven. 1985 folgte das Album Victory. Das Album wurde in den Dierks Studios in Stommeln aufgenommen und war von Querelen mit der Plattenfirma, die sich bis hin zur Covergestaltung ausweiteten, begleitet. Wegen unterschiedlicher Vermarktungsansichten trennte sich die Band von ihrem Label und ihrem Manager. Da dieser die Namensrechte der Band für sich beanspruchte, änderte die Band auf ihrem nächsten Album Back in Trance ihren Namen in „Trancemission“. Dieser Sachverhalt wurde seinerzeit jedoch dementiert und behauptet, der neue Name spiegele die „Mission Neubeginn“ wider. Den Neubeginn hatte es mit Dieter Dierks, dem sämtliche Label-Aufgaben übertragen worden waren, wegen dessen dauerhafter Beschäftigung mit den Scorpions und Accept nicht gegeben. So war die Gruppe wieder zu Rockport Records zurückgekehrt. Nachdem die Band ihre Namensrechte zurückgewinnen konnte, änderte sie ihren Namen zurück und veröffentlichte Rockers im Jahr 1992. Auf dem Album ist eine Coverversion von When a Man Loves a Woman von und mit Percy Sledge zu hören. Das Album erschien bei Mausoleum/Belgien. Danach beschloss die Band, sich nach einer Abschiedstournee aufzulösen. Da jedoch die Nachfrage nach der Band hoch war, entschloss man sich weiterzumachen und gründete die World of Trance GmbH. 1993 erschien Boulevard of Broken Dreams und 1994 Shock Power, eine Kompilation mit neu aufgenommenen Songs der ersten beiden Alben. Interne Differenzen führten abermals zur Auflösung. Jedoch entschlossen sich Berger und Antoni danach, erneut mit neuen Mitgliedern die Band wiederzubeleben, an der zweiten Gitarre der langjährige Roadie Andreas Meyer, am Bass Michael D’Aguiar und am Schlagzeug Manni Reckendorfer. Die Band veröffentlichte Ende 1996 das Album Die Hard bei LCP Productions.

### Auflösung und Gründung der Band Trancemission
1998 verabschiedete sich Trance endgültig von der Rockbühne. Lothar Antoni und Andreas Meyer zog es 2002 zurück ins Studio. 2003 erschien das Album Back in Trance II, mit Joe J. Hagl am Bass und Alex Franken am Schlagzeug, wieder unter dem Namen Trancemission. Im August 2005 wurde das Folgealbum eingespielt und im Oktober unter dem Titel Mine veröffentlicht. 

### Die Trance Reunion
Im März 2011 beschlossen die ehemaligen Trance-Musiker Markus Berger, Jürgen Baum und Thomas Klein, sich mit dem neuen Sänger Daniel Würfel unter dem ursprünglichen Namen Trance wieder zu vereinen. Das Comeback fand im Juli 2011 auf dem Winestock Festival, Nähe Neustadt an der Weinstraße, unterstützt von Gast-Keyboarder Roland Moschel statt. Ende 2011 trennte man sich von Daniel Würfel und es wurde weiter nach einem geeigneten Frontmann gesucht. 2012 fand man in Joachim „Joe“ Strubel, der in Bands wie AC/ID, einer AC/DC-Tribute-Band, sowie Crusader, einer Saxon-Tribute-Band, aktiv war, schließlich den Richtigen. Roland Moschel, Keyboarder der Pfälzer Coverband Someone Else und bisher als Gastmusiker bei Trance, wurde nun als festes Bandmitglied verpflichtet. Unter dem Motto „Trance Back in Town“ fand in Landau/Pfalz am 21. Dezember 2012 das erste Konzert in neuer Besetzung im Colosseum statt. Anfang 2013 trennte sich die Band von Ur-Drummer Jürgen Baum. Einen Nachfolger fand man in Jürgen „The Animal“ Kappner, mit dem Trance bereits am 16. August 2013 das Plätzelfeschd-Festival bestritt.
Da die Band aus privaten Gründen zwischen 2011 und 2015 blockiert war, fanden nur noch wenige Konzerte statt.
Im Januar 2016 entschloss man sich, ein neues Album aufzunehmen, welches dann zwischen April und Juli in den VPS Studios in Hamm mit dem Produzenten Charly Czajkowski (Rage, Axxis)verwirklicht wurde. Die Veröffentlichung von The Loser Strikes Back erfolgte am 31. März 2017. Im März 2016 hat Mike Möller (Break Out Promotion) das Management der Band übernommen. Im April 2016 verließen Roland Moschel und Jürgen Kappner die Gruppe. Als Neuzugang wurde im Mai Andreas „Neudi“ Neuderth von Manilla Road als Drummer verpflichtet, der auch das gesamte Album einspielte. Da er wegen seiner internationalen Konzertverpflichtungen zeitlich für Trance nur begrenzt zur Verfügung steht, hat man eine Lösung mit zwei Drummern gefunden. Der Drummer Jens Gellner von Masters of Disguise ist seit Juli festes Bandmitglied. Als zweiter Gitarrist kam zusätzlich ab August 2016 Eddie St. James, aus Hollywood / Los Angeles in die Band. 
2018 kündigte TRANCE eine Tournee mit ANVIL an und stellte dabei ihren neuen Sänger vor: den ehemaligen VICIOUS RUMORS-Shouter Nick Holleman. Neben der Veränderung am Mikrofon gab es auch eine Neuerung am Schlagzeug: Original-Drummer Jürgen Baum übernahm für die anstehenden Konzerte, da Andreas „Neudi“ Neuderth aufgrund seiner Verpflichtungen bei MANILLA ROAD erst für die Auftritte in Deutschland und Dänemark verfügbar war. Seit 2019 ist Drummer "Neudi" der einzige Schlagzeuger von Trance. 
Nach dem Erfolg des Albums „Metal Forces“ sowie zahlreicher Tourneen und Festivalauftritte (Metal Assault, Headbangers Open Air, Muskelrock, Trveheim uvm.) trennten sich TRANCE im Februar 2025 freundschaftlich von Sänger Nick Holleman, da seine wachsenden Verpflichtungen in Holland eine Zusammenarbeit erschwerte. Sein Nachfolger wurde Alexx Stahl, bekannt durch Roxxcalibur und Bonfire. 
Lothar Antoni starb im Februar 2025 im Alter von 65 Jahren an Krebs.

## Stil
In seinem Buch The Collector’s Guide of Heavy Metal. Band 2: The Eighties bezeichnete Martin Popoff Break Out als traditionellen und melodischen deutschen Heavy Metal, der an Gruppen wie 220 Volt, die schwedischen Overdrive oder Accepts Balls to the Wall erinnere. Lothar Anthonis Gesang erinnere an Gruppen wie Trouble oder Nazareth. Lyrisch klage die Band die moralische Leere der Welt an und predige von einer mitfühlenden Anarchie und stelle den Fehler heraus, der dabei resultiere. Popoff zog dabei erneut Vergleiche zu Trouble heran. Auf Power Infusion konzentriere sich die Band laut Popoff erneut auf traditionellen Heavy Metal, der sich jedoch im Up-tempo-Bereich befinde. Er beschrieb die Lieder als philosophisch und emotional tiefgreifend. Auf Victory verfalle die Band noch tiefer in die Welt der Depressionen und Klaustrophobien, wobei Popoff warnte, sich die drei ersten Alben nicht auf einmal anzuhören, da man sonst in eine Depression verfallen könne. In The Collector’s Guide of Heavy Metal. Band 3: The Nineties schrieb Popoff, dass auf Rockers die Band kaum noch etwas von der Traurigkeit der Vorgänger erkennen lasse und man zu experimentell geworden sei. Auf Die Hard sei man ein wenig wieder zu den Wurzeln zurückgekehrt: Die Geschwindigkeit der Lieder variiere häufig, diese seien gut strukturiert und würden gelegentlich an U.D.O. erinnern.
Die Rock Hard Enzyklopädie ordnete die Band musikalisch zwischen Scorpions und Accept ein.
Laut Manfred Meyer vom Metal Hammer würden manche die Band neben Accept und Scorpions zur drittwichtigsten Hard-Rock-Band Deutschlands zählen. In der Rezension zu Victory gab Frank Kleiner zu, dass er noch nie viel mit der Band anfangen konnte, da er sie immer als Scorpions-Kopie betrachtet. Vor allem der Gesang sei ein großer Schwachpunkt der Band, den Antoni vor allem in den höheren Gesangslagen nicht vertuschen könne. Laut Matthias Prenzel vom Metal Hammer sei Back in Trance das erste Album, bei dem es Trance gelinge, aus dem Schatten von Accept und Scorpions herauszutreten. Der Gesang sei leidend und schon fast pathetisch, die Riffs eingängig und die Rhythmik treibend. Laut Andreas Schöwe vom Metal Hammer erinnere die Band auf Boulevard of Broken Dreams kaum noch an die Vorgänger, wobei sie damals an Gruppen wie Scorpions, Accept, Grave Digger, Running Wild und Sinner erinnert habe. Laut Martin Groß vom Metal Hammer könne Rockers nicht an die Erfolge der Vorgänger anknüpfen, wobei die Musik auf dem Album „ziemlich unsäglicher Kantinen-Hardrock“ sei. Schöwe bezeichnete Shock Power als „eine gut durcheinandergewürfelte Zusammenfassung der ersten beiden LPs BREAK OUT (82) und POWER INFUSION (83)“.

## Diskografie

### Studioalben
- Break Out (1982; Rockport Records)
- Power Infusion (1983; Rockport Records)
- Victory (1985)
- Back in Trance (1989)
- Rockers (1992)
- Boulevard of Broken Dreams (1993)
- Shock Power (1994)
- Die Hard (1996)
- The Loser Strikes Back (2017)
- Metal Force (2021)

### Singles
- A Hard Way to Go (1981)
- Heavy Metal Queen (1984)
- When a Man Loves a Woman (1992)
- Close to You (1993)
- Die Hard (1996)

### Kompilationen
- Metamorphosis (5 CDs) (1996), nur in Asien veröffentlicht
- Experience (The Ballads) (1996), nur in Asien veröffentlicht

## Trivia
- Von der im Jahre 1995 produzierten CD Early Days existieren nur sechs Exemplare, da es nie zur Veröffentlichung kam.

## Charts
| Titel             | Rock- / Metalcharts (Staatenlegende) | Rock- / Metalcharts (Staatenlegende) | Rock- / Metalcharts (Staatenlegende) | Rock- / Metalcharts (Staatenlegende) | Rock- / Metalcharts (Staatenlegende) | Rock- / Metalcharts (Staatenlegende) |
| Titel             | UK                                   | NL                                   | BE                                   | LU                                   | FR                                   | CH                                   |
| Loser             |                                      |                                      | 1                                    |                                      |                                      |                                      |
| Baby Child        |                                      | 2                                    | 1                                    | 3                                    |                                      |                                      |
| Heavy Metal Queen | 1                                    | 1                                    | 1                                    |                                      | 2                                    | 4                                    |
| Break the Chains  |                                      | 1                                    | 1                                    | 1                                    | 1                                    |                                      |

| Album                      | Rock- / Metalcharts (Staatenlegende) | Rock- / Metalcharts (Staatenlegende) | Rock- / Metalcharts (Staatenlegende) | Rock- / Metalcharts (Staatenlegende) | Rock- / Metalcharts (Staatenlegende) | Rock- / Metalcharts (Staatenlegende) |
| Album                      | IT                                   | JP                                   | KR                                   |                                      |                                      |                                      |
| Boulevard of Broken Dreams | 7                                    | 3                                    |                                      |                                      |                                      |                                      |
| Die Hard                   |                                      |                                      | 8                                    |                                      |                                      |                                      |
| Experience (The Ballads)   |                                      |                                      | 10                                   |                                      |                                      |                                      |